# Општина Барнова (Јаши)
Барнова (рум. Bârnova) општина је у Румунији у округу Јаши.
Oпштина се налази на надморској висини од 173 m.